# Sistiger Heide
Koordinaten: 50° 28′ 42″ N, 6° 31′ 41″ O
Das Naturschutzgebiet Sistiger Heide liegt auf dem Gebiet der Gemeinde Kall im Kreis Euskirchen in Nordrhein-Westfalen.
Das aus zwölf Teilflächen bestehende Gebiet erstreckt sich südwestlich des Kernortes Kall und nördlich von Benenberg. Durch das Gebiet hindurch verlaufen die B 258 und die Landesstraße L 22.

## Bedeutung
Für Kall ist seit 1979 ein 188,01 ha großes Gebiet unter der Kenn-Nummer EU-007 als Naturschutzgebiet ausgewiesen. Die Unterschutzstellung erfolgt insbesondere wegen der Bedeutung eines großen Teils des Gebietes für die Errichtung eines zusammenhängenden ökologischen Netzes besonderer Schutzgebiete in Europa. 